# La Fille du diable (film, 1952)
Pour plus de détails, voir Fiche technique et Distribution.
La Fille du diable (La figlia del diavolo) est un film italien réalisé par Primo Zeglio, sorti en 1952.

## Fiche technique
- Titre original : La figlia del diavolo
- Titre français : La Fille du diable
- Réalisation : Primo Zeglio
- Scénario : Primo Zeglio, Guglielmo Santangelo, Paolo Levi et Giorgio Prosperi
- Musique : Carlo Rustichelli
- Pays d'origine : Italie
- Format : Noir et blanc - 1,37:1 - Mono
- Genre : drame
- Date de sortie : 1952

## Distribution
- Massimo Serato : Adolfo Santagata
- Paola Barbara : Donna Giulia
- Marina Vlady : Graziella, fille du comte Terzi
- Carlo Tamberlani : Conte Vincenzo Terzi
- Roberto Risso : Roberto
- Franco Pastorino : Carlo
- Lauro Gazzolo : le pharmacien
- Nico Pepe : l'inconnu
- Luisa Rivelli : Carolina
- Edoardo Toniolo : Capitaine borbonico
- Emilio Petacci : Girolamo
- Maurizio Arena : Corrado
- Aldo Giuffré : Carceriere
- Gildo Bocci : Fratta
- Enzo Cerusico